# ME:I
ME:I(미아이, ミーアイ 미아이[*])는 일본의 9인조 걸 그룹이다.2023년에 Lemino에서 방영한 “PRODUCE 101 JAPAN THE GIRLS”에서 최종 선발된 11명으로 그룹을 결성했다.

## 활동

### 2023년: 데뷔
12월 16일, 대한민국의 아이돌 그룹 오디션인 프로듀스 101 시리즈의 일본판의 세 번째 시즌이자 걸 그룹 오디션 “PRODUCE 101 JAPAN THE GIRLS”에서 국민 투표 (시청자 투표)를 통해서 최종 선발된 11명으로 결성되었다. 데뷔 멤버의 그룹명도 발표했다.

## 구성원
| 이름            | 소개 |
| --------------- | --- |
| 이이다 시즈쿠   | - 이름: 이이다 시즈쿠(飯田栞月) - 생년월일: 2004년 12월 4일(20세) - 출신지: 일본 도쿄도                                                        |
| 이시이 란       | - 이름: 이시이 란(石井蘭) - 생년월일: 2004년 8월 7일(20세) - 출신지: 일본 사이타마현 - 비고: 전 Girls² 멤버                                    |
| 에비하라 츠즈미 | - 이름: 에비하라 츠즈미(海老原鼓) - 생년월일: 2007년 1월 22일(18세) - 출신지: 일본 가나가와현                                                  |
| 카사하라 모모나 | - 이름: 카사하라 모모나(笠原桃奈) - 생년월일: 2003년 10월 22일(21세) - 출신지: 일본 가나가와현 - 비고: 리더 / 전 안주루무 멤버                 |
| 카토 코코로     | - 이름: 카토 코코로(加藤心) - 생년월일: 2000년 11월 1일(24세) - 출신지: 일본 아이치현 - 비고: 전 Cherry Bullet 멤버                            |
| 사쿠라이 미우   | - 이름: 사쿠라이 미우(櫻井美羽) - 생년월일: 2002년 1월 11일(23세) - 출신지: 일본 아이치현 - 비고: 『Nizi Project』, 『걸스 플래닛 999』 참가자 |
| 사사키 코코나   | - 이름: 사사키 코코나(佐々木心菜) - 생년월일: 2006년 1월 30일(19세) - 출신지: 일본 미에현                                                      |
| 시미즈 케이코   | - 이름: 시미즈 케이코(清水恵子) - 생년월일: 2005년 11월 27일(19세) - 출신지: 일본 아이치현                                                     |
| 타카미 아야네   | - 이름: 타카미 아야네(高見文寧) - 생년월일: 2005년 5월 15일(20세) - 출신지: 일본 이와테현                                                      |
| 무라카미 리논   | - 이름: 무라카미 리논(村上璃杏) - 생년월일: 2006년 9월 30일(18세) - 출신지: 일본 오카야마현                                                    |
| 야마모토 스즈   | - 이름: 야마모토 스즈(山本すず) - 생년월일: 2006년 12월 16일(18세) - 출신지: 일본 도쿄도                                                       |

## 음반
- MIRAI (2024)
- Hi-Five (2024)

## 수상 목록
- 2024년 코리아 그랜드 뮤직 어워즈 K-POP 해외 루키상
- 2024년 엠넷 아시안 뮤직 어워즈 페이보릿 뉴 아시안 아티스트상